# Посёлок турбазы МАИ
Посёлок турбазы МАИ — населённый пункт в Волоколамском районе Московской области России. Относится к Ярополецкому сельскому поселению, до муниципальной реформы 2006 года относился к Ярополецкому сельскому округу. Посёлок организован при туристической базе МАИ «Суворово».

## Население
| 2002 | 2006 | 2010 | 2013 | 2014 | 2015 | 2016 |
| ---- | ---- | ---- | ---- | ---- | ---- | ---- |
| 18   | ↘7   | ↗14  | ↗15  | →15  | →15  | ↘14  |

## Расположение
Посёлок турбазы МАИ расположен на автодороге Р107 Клин — Лотошино, примерно в 11 км к северо-западу от центра города Волоколамска. Ближайшие населённые пункты — деревня Суворово и село Ярополец.